# Puig Paulí
El Puig Paulí és una muntanya de 188 metres que es troba al municipi de Cadaqués, a la comarca catalana de l'Alt Empordà.